# North Bergen
North Bergen és un municipi del comtat de Hudson a l'estat estatunidenc de Nova Jersey. Al cens dels Estats Units del 2010 tenia una població total de 60.773 habitants.